# Storczyk kukawka

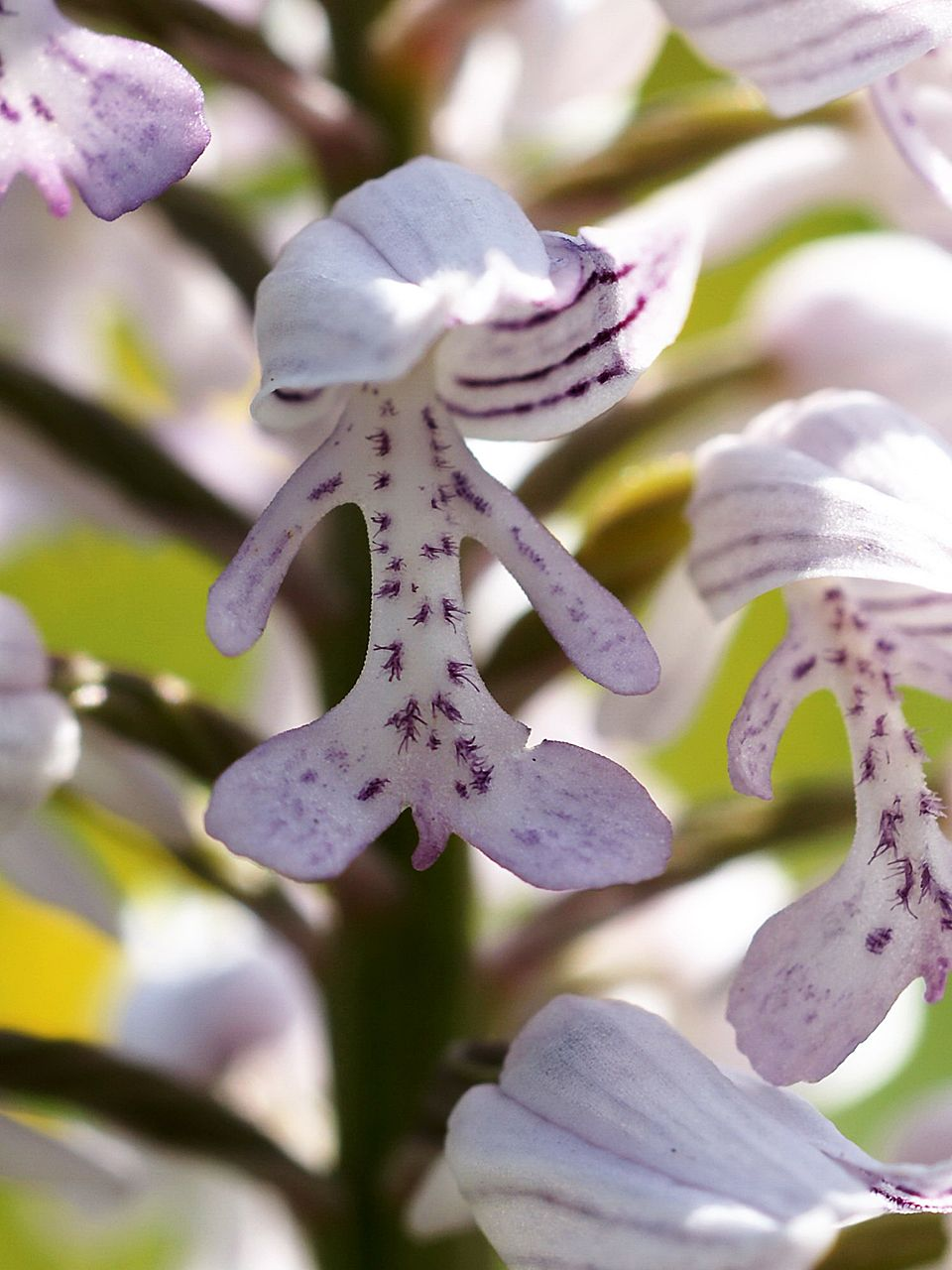
Kwiat

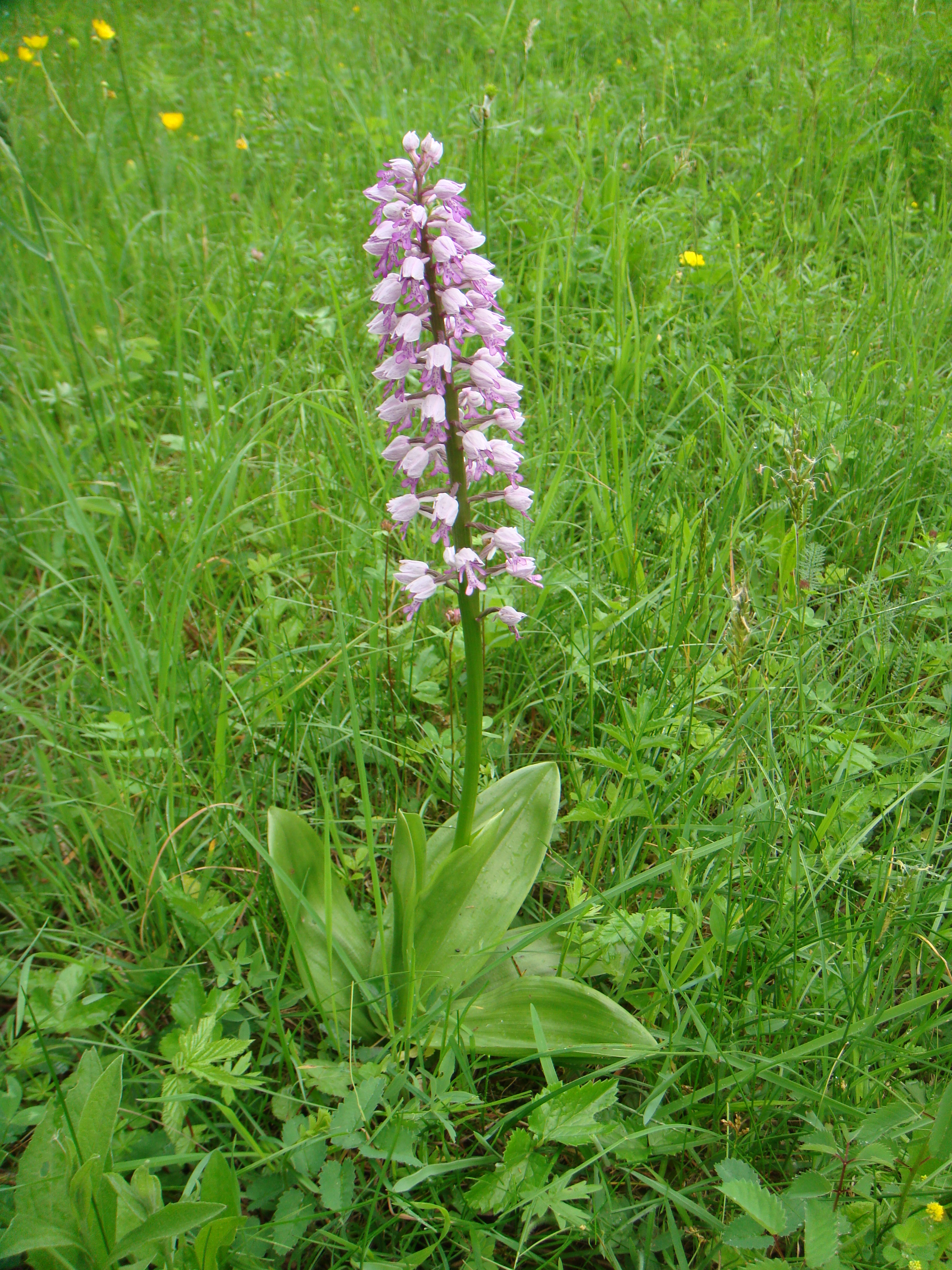
Pokrój

Storczyk kukawka (Orchis militaris L.) – gatunek rośliny z rodziny storczykowatych (Orchidaceae). W Polsce występuje typowa forma gatunku.

## Rozmieszczenie geograficzne
Storczyk kukawka typowy występuje w Europie i Azji Zachodniej. Jego północna granica zasięgu biegnie przez południową Szwecję i południową Finlandię (występuje tutaj tylko w pobliżu Bałtyku). Granica południowa biegnie przez środkową Hiszpanię, środkowe Włochy oraz północną Grecję. Na zachodzie sięga po południową część Wysp Brytyjskich. Granica wschodnia nie jest dokładnie określona. W Polsce znany był z około 200 stanowisk, jednak w ostatnich latach (1980-2008) potwierdzono jego występowanie tylko na około 50 stanowiskach, które znajdują się na terenie całego kraju, ale dość nierównomiernie. W północnej części Polski największe skupienie stanowisk znajduje się między Pojezierzem Lubuskim a południowo-zachodnim krańcem Pobrzeża Szczecińskiego, na pojezierzu Wielkopolskim, w dolinie Wisły między Grudziądzem i Toruniem oraz w południowej części Pojezierza Południowopomorskiego. W południowej Polsce najwięcej stanowisk jest na Wyżynie Miechowskiej, Lubelskiej i Roztoczu. W Karpatach podawany był z 7 stanowisk, ostatnio potwierdzono jego występowanie tylko na jednym stanowisku na Matysce w Kotlinie Żywieckiej.

## Morfologia
ŁodygaWzniesiona, silna, prosta, nierozgałęziona i nieco kanciasta. Wysokość (wraz z kwiatostanem) 20–50 cm. Pod ziemią dwie bulwy.
LiścieW liczbie 3-5 skupione są w dolnej części łodygi. Mają długość do 15 cm, są szerokolancetowate i błyszczące. Najwyższy z liści obejmuje pochwiasto łodygę.
KwiatyZebrane na szczycie łodygi w gęsty 20-60 kwiatowy kwiatostan  o długości 5–20 cm. Kwiaty zakwitają poczynając od dołu ku górze. Przysadki są łuskowate i mają długość do 3,5 mm, co stanowi ¼ długości zalążni. Z wyjątkiem warżki wszystkie listki okwiatu są stulone, z zewnętrznej strony białawe, od środka wzdłuż nerwów czerwonofioletowe. Warżka jest wyraźnie 3-dzielna. Ma biały środek i 2-3 szeregi czerwonokarminowych plam. Boczne łatki i dwudzielna środkowa łatka mają purpurowoczerwony kolor, zaokrąglone i nieco wygięte do góry szczyty.  Ostroga  o długości 5,5-7,4 mm jest walcowata i zwrócona w dół. Pyłkowiny są ciemnoszare. Fioletowo nabiegła zalążnia jest skręcona i wąska.
OwocRozdęta torebka o długości do 16 mm.

## Biologia i ekologia
RozwójBylina, geofit. Kwitnie w maju i pierwszej połowie czerwca. Kwiaty imitują budową kwiaty roślin miododajnych, jednak nie wytwarzają nektaru. Zapylany jest przez błonkówki. Rozmnaża się także wegetatywnie. Tylko niewielka część kwiatów związuje owoce.
SiedliskoRośnie w świetlistych lasach i zaroślach, na suchych łąkach, szczególnie na glebach wapiennych.  Najwyżej położone stanowiska sięgają 2000 m n.p.m.. W Polsce najwyżej notowany był w Świeradowie-Zdroju w Sudetach i koło Szczawnicy w Pieninach, ale brak danych co do wysokości tych stanowisk.
GenetykaLiczba chromosomów 2n = 42. Storczyk kukawka typowy tworzy mieszańce z storczykiem purpurowyym (Orchis purpurea), Orchis simia i Orchis punctulata oraz międzyrodzajowe z Aceras. Oprócz typowej formy gatunku wyróżniono podgatunek Orchis militaris subsp. stevenii (Rchb.f.) B.Baumann & al. Występuje on tylko we wschodniej Turcji, w Azerbejdżanie, Abchazji i Gruzji.

## Zagrożenia i ochrona
Roślina objęta jest w Polsce ścisłą ochroną gatunkową. Kategorie zagrożenia:
- Kategoria zagrożenia w Polsce według Czerwonej listy roślin i grzybów Polski (2006, 2016)[9][10]: VU (narażony na wyginięcie).
- Kategoria zagrożenia w Polsce według Polskiej Czerwonej Księgi Roślin: VU (narażony).

Najliczniejsza jest populacja w Niecce Nidziańskiej. Największe zagrożenie dla tej rośliny stanowią zalesianie muraw na których występuje, zarastanie stanowisk przez drzewa i zarośla oraz melioracja wilgotnych łąk.